# دیوید کنوت
دیوید کنوت (روسی: До́вид Кнут؛ ۱۰ سپتامبر ۱۹۰۰ – ۱۵ فوریهٔ ۱۹۵۵) با نام اصلی دیوید میرویچ فیکسمن، یک شاعر یهودی-روسی، روزنامه‌نگار و همچنین عضو مقاومت فرانسه بود.

## زندگی‌نامه
فیکسمن در شهر بیسارابیا که آن زمان در امپراتوری روسیه بود (در حال حاضر اورهی، مولداوی)، به دنیا آمد. او پسر بزرگ خواربارفروشی به نام میر فیکسمن و همسرش هایا بود. او دوران بچگی خود را در کیشیناو سپری کرد، جایی که پدر و مادرش در سال ۱۹۰۳ به آن نقل مکان کردند. در آنجا او در مدرسه ابتدایی یهودی و همچنین مدرسه دولتی یهودی تحصیل کرد.
در سن ۱۴ سالگی، او شروع به انتشار اشعار خود در مجلات محلی کرد و در سال ۱۹۱۸ مجله «اندیشه جوان» را ویرایش و برای اینکار، اسم مستعار «دیوید کنوت» را انتخاب کرد. ممکن است کلمه «کنوت» برگرفته از کلمه شلاق در زبان روسی باشد که سمبل سرکوب و برده داری است.
در سال ۱۹۲۰، هنگامی که بیسارابیا بخشی از رومانی شد، این خانواده به پاریس نقل مکان کرد، جایی که دیوید در طول روز مشغول به کار در کارخانه بود، شب‌ها در مدرسه شبانه اتحاد فرانسه به یادگیری زبان فرانسوی مشغول بود، رستورانی در محله لاتن باز کرد. در بخش شیمی در دانشگاه کن در نرماندی تحصیل کرد و سپس به عنوان یک مهندس شروع به کار کرد. او همچنین در زندگی فرهنگی مهاجرین در پاریس نقش ایفا کرد و در ژوئیه ۱۹۲۲ به سازمان دادن «نمایشگاه ۱۳» کمک کرد. او همچنین به اتحاد شاعران و نویسندگان جوان پیوست و مجله «خانه جدید» را ویراستاری می‌کرد. دیوید شعرهایی برای نشریات مهاجرین می‌نوشت و اولین مجموعه او به نام «هزاره من» در سال ۱۹۲۵ منتشر و از آن نیز استقبال شد.

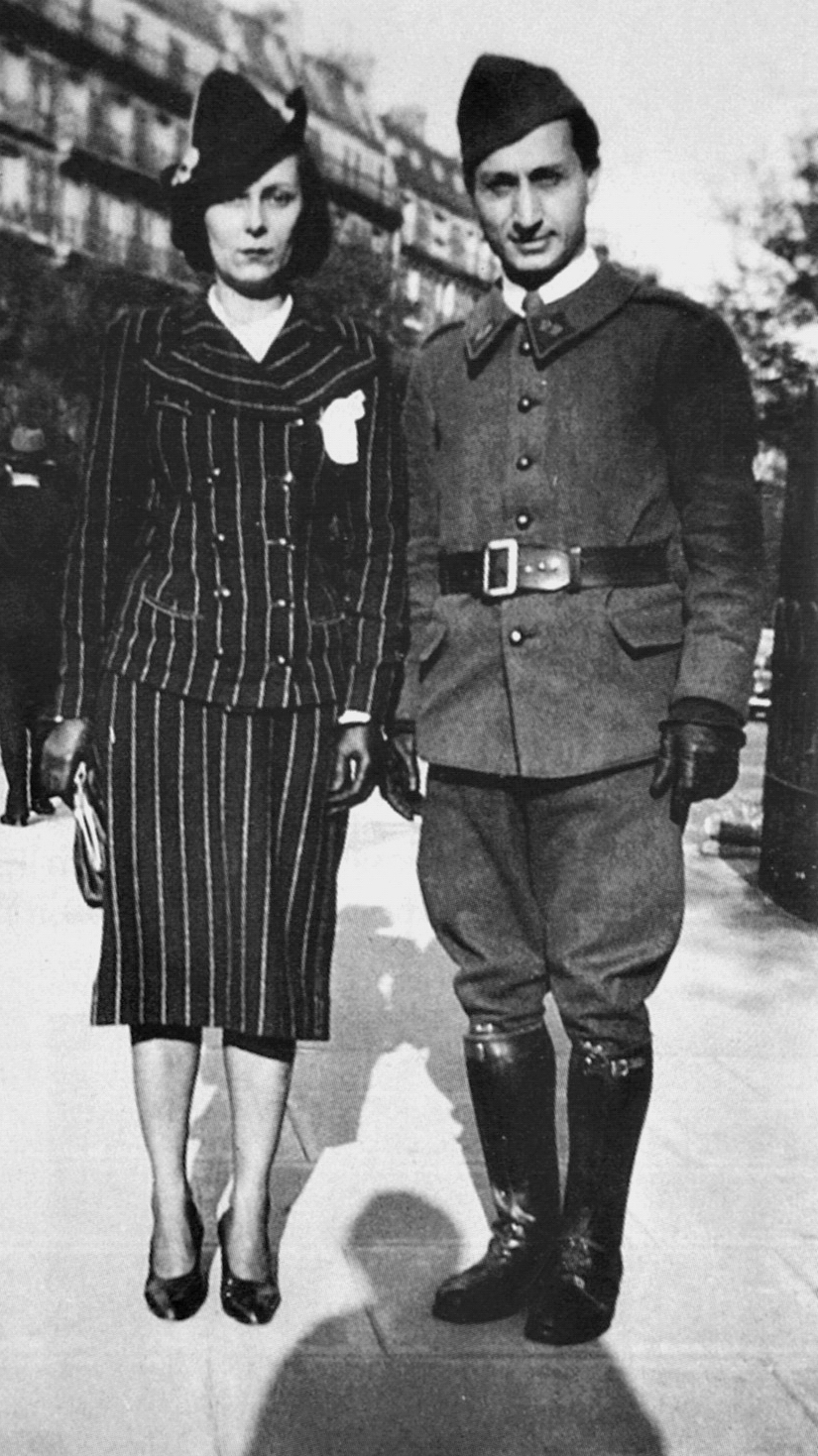
آریادنا و دیوید کنوت، پاریس، پاییز ۱۹۳۹

در اوایل دهه ۱۹۳۰، کنوت از همسر اول خود، سارا گروبویز، مادر پسرش دانیل جدا شد و با آریادنا اسکریابینا (۱۹۴۴–۱۹۰۶، که همچنین به نام رجینا در مقاومت شناخته می‌شد) آشنا و نزدیک شد. آریادنا دختر الکساندر اسکریابین، آهنگساز روسی بود. در همان زمان او به‌طور فعال درگیر فعالیت‌های یهودی شد و او و آریادنا از ماه اوت تا دسامبر ۱۹۳۷ از فلسطین بازدید کردند. در فلسطین، روزنامه هاآرتص یکی از اشعار او را با ترجمه عبری منتشر کرد. او روزنامهٔ یهودی «تأکید» را از ژانویه ۱۹۳۸ تا سپتامبر ۱۹۳۹ ویرایش کرد و به نویسندگان و روشنفکرانی که از ضد یهودیت حمایت می‌کردند، حمله می‌کرد. در سپتامبر ۱۹۳۹ او به ارتش فرانسه پیوست. آریادنا و کنوت در مارس ۱۹۴۰ ازدواج کردند و آریادنا دین خود را به یهودی تغییر داد. در ماه بعد آنها به تولوز رفتند، جایی که همراه با افراد دیگر یک سازمان مخفی به نام «دست قوی» ایجاد کردند، که بعداً نامش به «ارتش یهودی» تغییر یافت و یک جنبش مقاومت فرانسه در جنگ جهانی دوم بود.
در دسامبر ۱۹۴۲، هنگامی که کنوت توسط گشتاپو تحت پیگرد قرار گرفت، به سوئیس فرار کرد؛ آریادنا در ماه مه ۱۹۴۳ پسرش یوسی را به دنیا آورد. او توسط مأموران شبه نظامی فرانسوی در ژوئیه ۱۹۴۴در تولوز کشته شد. دو هفته بعد با سقوط رژیم ویشی شهر پاریس آزاد شد.

## بازگشت به پاریس
کنوت در پاییز ۱۹۴۴ به پاریس بازگشت و در مرکز مستندسازی معاصر یهودی کار کرد. در سال ۱۹۴۶ او سردبیر مجله جهان یهودیان شد و در سال بعد وی با بازیگر سینما، ویرجینیا شاروفسکایا (که نامش را به لیا فیکسمان تغییر داد) ازدواج کرد. در سال ۱۹۴۹ او حجم قابل توجهی از اشعار انتخاب شده‌اش را منتشر کرد؛ همان سال او و خانواده اش فرانسه را ترک کردند و به اسرائیل نقل مکان کردند. او در تل آویو زندگی کرد و در یک مدرسه عبری در کریات موتزکین آموزش عبری داد.

## درگذشت
کنوت در سال ۱۹۵۵ بر اثر سرطان مغز درگذشت.